# Luiz Henrique Vieira
Luiz Henrique Vieira (4 februari 1972) is een voormalig Braziliaans voetballer.

## Carrière
Luizinho speelde tussen 1998 en 2001 voor Shandong Luneng Taishan, Gamba Osaka, Atlético Paranaense en Inter de Limeira.